# Interface Region Imaging Spectrograph
L'Interface Region Imaging Spectrograph, en abrégé IRIS, est un télescope spatial de la NASA, l'agence spatiale américaine, qui doit observer les émissions du Soleil en ultraviolet proche et lointain. Le satellite a été placé en orbite le 28 juin 2013 par un lanceur Pegasus pour une mission de deux ans. Ce petit satellite (167 kg) comprend un télescope de 20 cm de diamètre et un spectrographe imageur ayant une résolution de 0,3 arcseconde, une résolution spectrale inférieure à un Angström et une fréquence d'observation pouvant atteindre 1 seconde. Les données recueillies combinées avec les observations effectuées par d'autres observatoires spatiaux comme Hinode, SDO, STEREO ainsi que des télescopes terrestres, doivent permettre de construire une modélisation tridimensionnelle des échanges de masse et d'énergie dans la chromosphère et la couronne solaire. IRIS est le 12e satellite développé dans le cadre du programme Small Explorer de la NASA regroupant des petits satellites scientifiques dont le coût est inférieur à 120 millions $.

## Historique
La NASA sélectionne le 19 juin 2009 deux des missions proposées, dont Interface Region Imaging Spectrograph (IRIS), dans le cadre de son programme Small Explorer qui regroupe les projets d'astrophysique dont le coût est inférieur à 120 millions $. IRIS est la douzième mission de ce programme tandis que l'autre projet sélectionné, Gravity and Extreme Magnetism SMEX (GEMS), est la treizième mission. Des découvertes récentes ont montré que la chromosphère, une des couches de l'atmosphère qui entoure notre Soleil, joue un rôle plus complexe que ce qui était attendu dans les échanges d'énergie qui donnent naissance notamment au vent solaire. IRIS doit permettre grâce aux caractéristiques de son instrumentation de mettre au point une modélisation tridimensionnelle des phénomènes qui se produisent en son sein,.
Le responsable scientifique de la mission est Alain Title du Lockheed Martin Solar and Astrophysics Laboratory (LMSAL),
Le satellite est fourni par une filiale de Lockheed Martin. Le centre spatial Ames est responsable des opérations en orbite.

## Objectifs scientifiques
Les objectifs scientifiques d'IRIS portent sur trois thèmes de grande importance pour la physique solaire, la physique des plasmas, la météorologie de l'espace et l'astrophysique :
- quel type d'énergie d'origine non thermique domine au sein de la chromosphère et au-delà ?
- comment la chromosphère régule-t-elle la masse et l'énergie transmise à la couronne solaire et à l'héliosphère ?
- comment les flux magnétiques et de matière s'élèvent ils dans la basse atmosphère du Soleil et quel rôle jouent ces flux ?

Les données recueillies combinées avec les observations effectuées par d'autres observatoires spatiaux comme Hinode, SDO, STEREO ainsi que des télescopes terrestres, doivent permettre de construire une modélisation tridimensionnelle des échanges de masse et d'énergie dans la chromosphère et la couronne solaire.

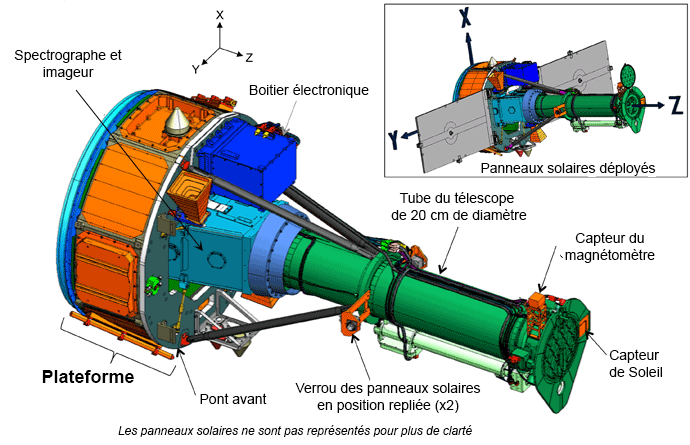
Schéma d'IRIS.

## Caractéristiques techniques d'IRIS
IRIS est un satellite de petite taille d'une masse totale de 167 kg qui a recours à de nombreux éléments déjà utilisés sur d'autres engins spatiaux.

### Plateforme
La plateforme qui pèse 77 kg du télescope est similaire à celle de Lunar Prospector, Spitzer, IMAGE et le satellite technologique XSS-11. IRIS est stabilisé 3 axes et n'utilise pas de propulseurs pour le contrôle de son orientation. L'énergie électrique est fournie par 2 panneaux solaires déployés en orbite qui fournissent 340 watts. Le système de télécommunications en bande X permet le transfert de 10 Mégabits par seconde. Les données peuvent être stockés dans une mémoire de 48 Gigabits. Le calculateur de bord utilise un microprocesseur de type RAD750. Les images sont transférées à chaque passage au-dessus de la station de Svalbard en Norvège avec un débit de 0,7 Mégabit par seconde.

### Instrument scientifique
Le télescope ultraviolet est une évolution de celui utilisé sur SDO avec une longueur focale différente pour atteindre la résolution attendue. La résolution spatiale est de 0,4 arcseconde avec un champ optique de 120 arcsecondes. Un spectrographe multi-canaux observe en ultraviolet lointain (1332-1358 ångström et proche 1390-1490 Å) avec une résolution de 40 mÅ et en ultraviolet proche (2785-2835 Å) avec une résolution de 80 mÅ. Par ailleurs, un imageur à fente fournit des images d'une largeur de 40 Å (1335-1440 Å) et de 4 Å (2796-2831 Å). Le spectre obtenu permet d'observer des températures comprises entre 4 500 et un million de kelvins et les images des températures comprises entre 4 500 et 65 000 kelvins.

Images du Soleil réalisées par IRIS
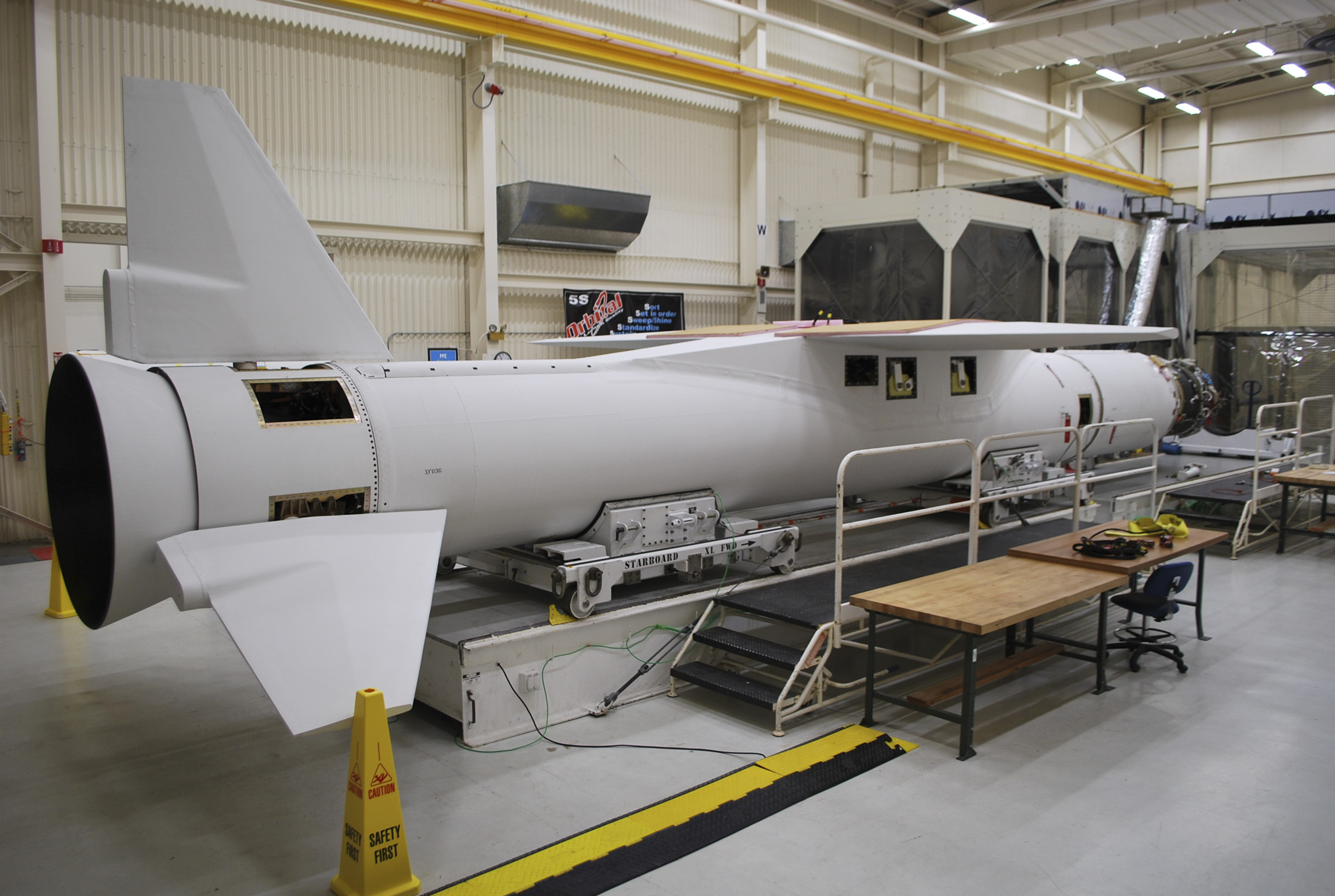
Le lanceur aéroporté Pegasus d'IRIS.
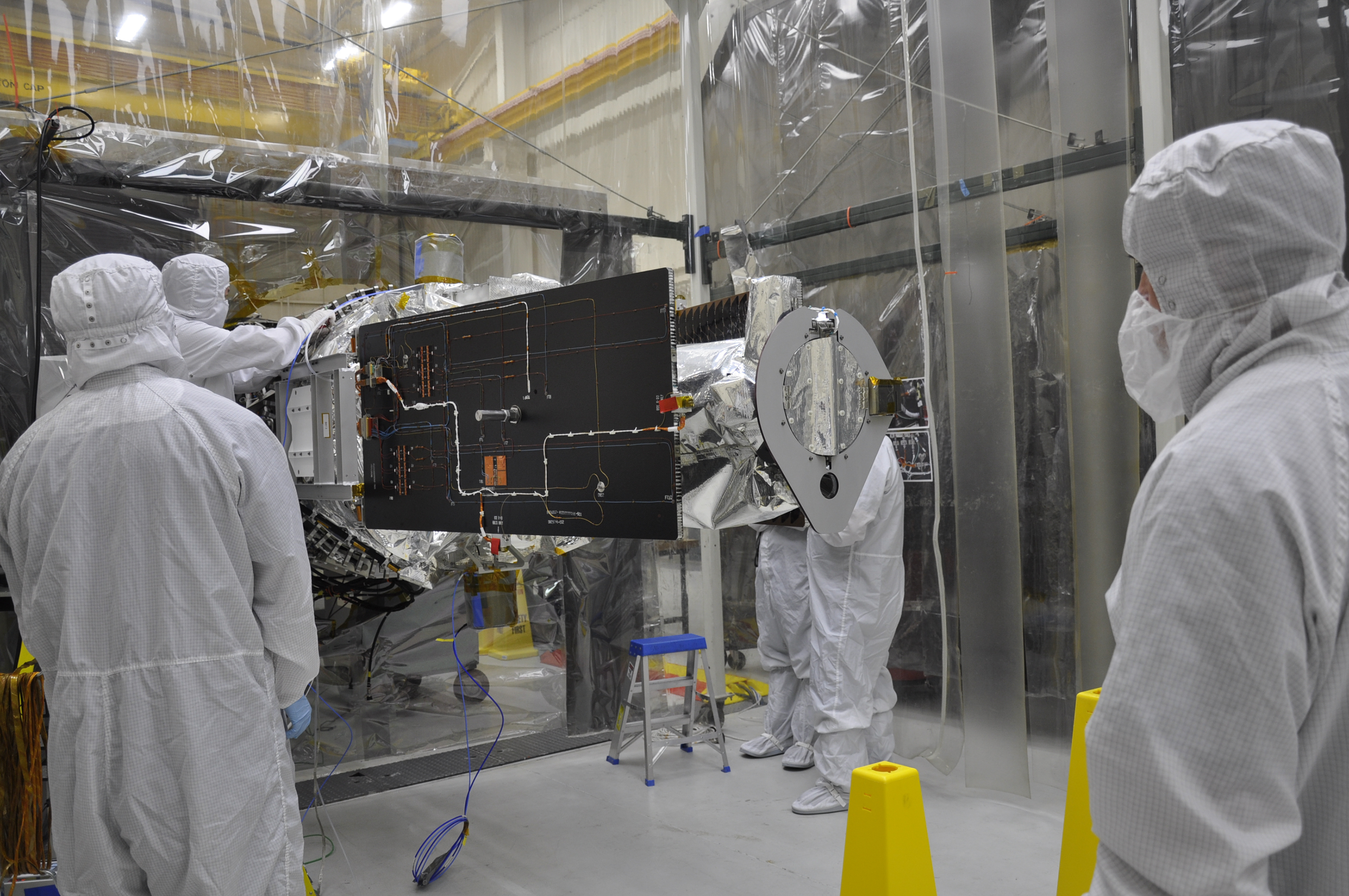
Préparation avant le lancement.
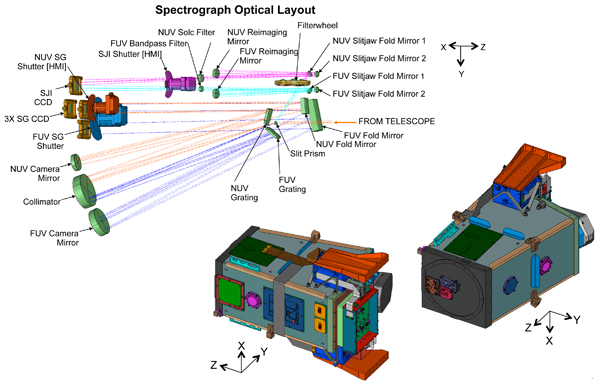
Schéma du spectographe.

## Déroulement de la mission
Le télescope spatial a été mis en orbite le 27 juin 2013 par un lanceur Pegasus XL qui l'a placé sur une orbite héliosynchrone 596 × 666 km pour permettre une observation continue du Soleil. L'inclinaison est de 97,9°. La durée de la mission primaire d'IRIS est de 3 ans et son coût est évalué à 104,6 millions $. Au cours de sa mission primaire, IRIS a collecté 24 millions de photos et de spectres. Le télescope a observé 9 éruptions solaires de classe X (la catégorie d'éruption la plus violente), 100 éruptions de classe M et des centaines d'éruptions de classe C. En septembre 2016, plus de 115 articles scientifiques basés sur les données recueillies avaient été produits.  
En septembre 2016, la mission est prolongée de deux ans pour un coût de 19 millions US$. IRIS doit étudier au cours de nouvelles phases de la mission les régions à l'origine des vents solaires rapides qui traversent l'espace à la vitesse de 1000 m/s. Les données recueillies au cours de cette extension de mission doivent également permettre d'améliorer la modélisation du processus de réchauffement de la chromosphère du Soleil. Il est prévu au cours de cette période des campagnes d'observations conjointes avec des observatoires terrestres comme le télescope allemand GREGOR, le télescope solaire suédois des Iles Canaries et l'observatoire solaire américain Big Bear (Californie) et le radio-télescope ALMA installé au Chili.

IRIS
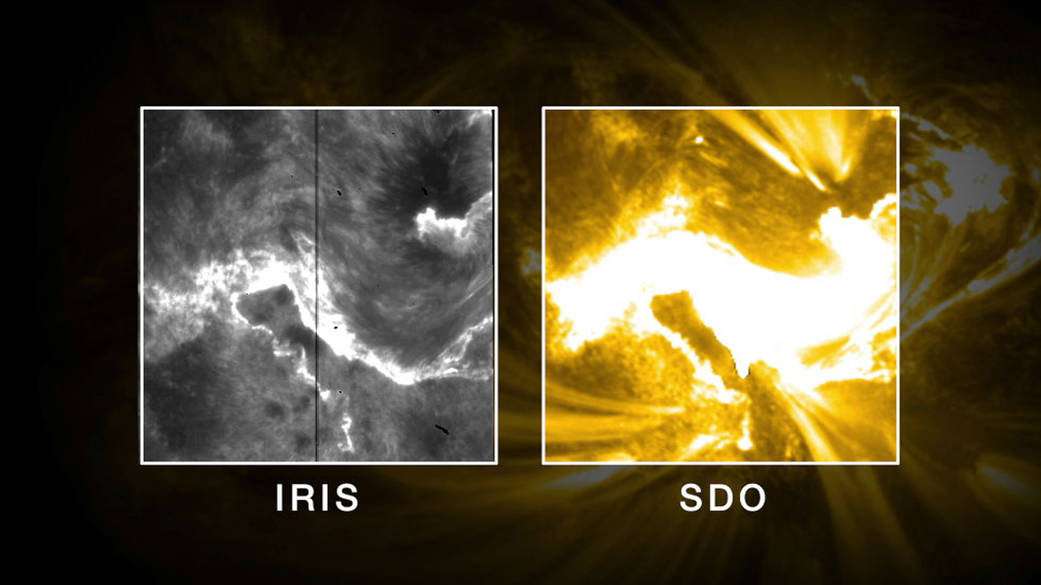
Deux vues de l'éruption solaire de classe X du 10 septembre 2014 prises par IRIS et l'observatoire solaire SDO.
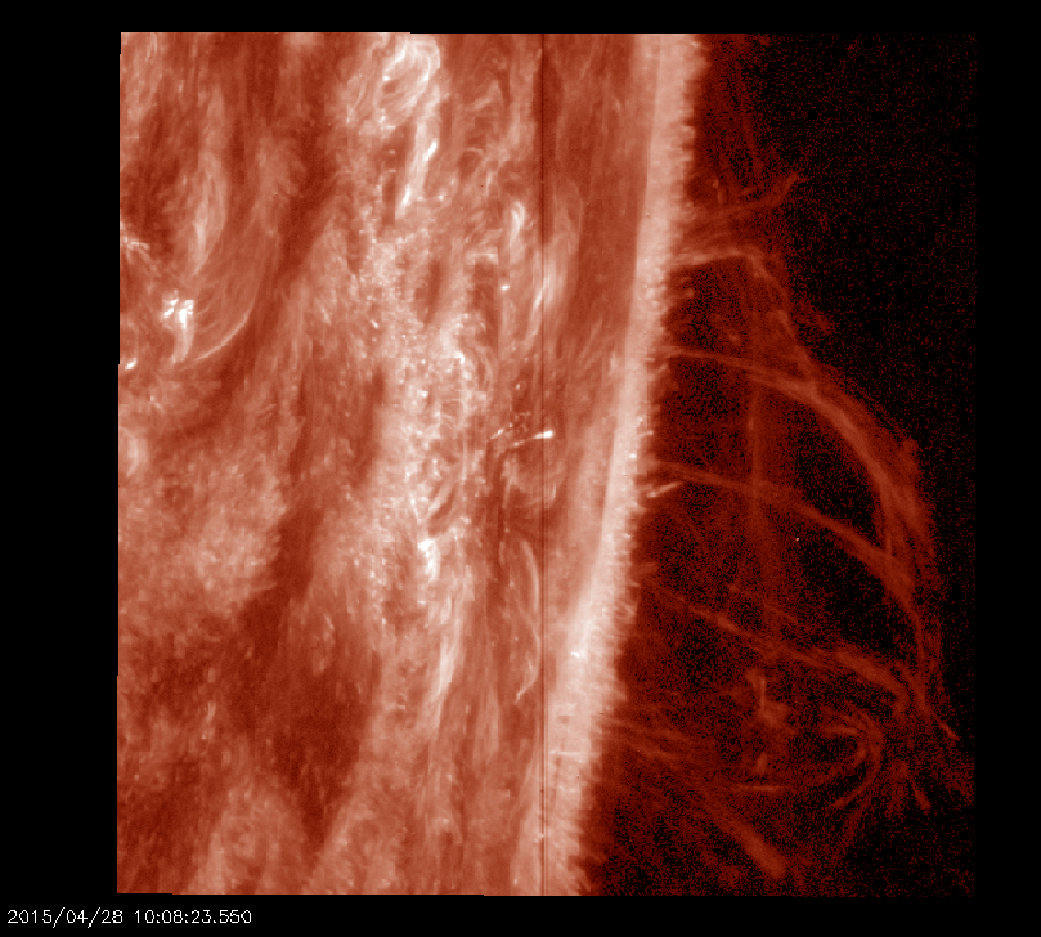
Éruptions solaires.
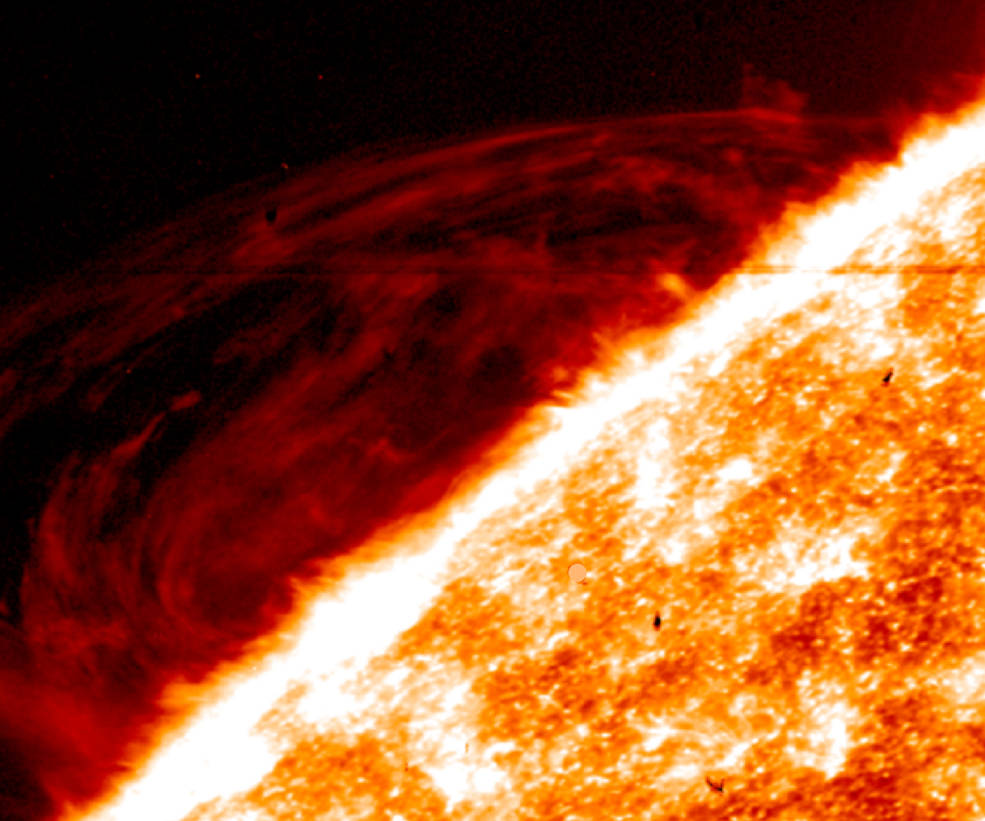
Gros plan d'IRIS sur la région située entre la surface et l'atmosphère du Soleil.